# محاصره ماریوپل
محاصره ماریوپل یک درگیری نظامی میان فدراسیون روسیه و اوکراین است که در ۲۴ فوریه ۲۰۲۲، در جریان تهاجم روسیه به اوکراین در سال ۲۰۲۲، به عنوان بخشی از تهاجم شرق اوکراین آغاز شد. شهر ماریوپل در استان دونتسک اوکراین قرار دارد و جمهوری خلق دونتسک بر خاک آن ادعا دارد.

## محاصره

### فوریه
در ۲۴ فوریه، توپخانه روسیه شهر را بمباران کرد که بر اساس گزارش‌ها، ۲۶ نفر زخمی شدند. در همان روز، کمیساریای عالی حقوق بشر سازمان ملل بیانیه‌ای به این مضمون صادر کرد: «حفاظت از غیرنظامیان باید در اولویت باشد. از سلاح‌های انفجاری در مناطق پرجمعیت باید – به هر قیمتی – اجتناب شود…»
در صبح روز ۲۵ فوریه، نیروهای مسلح روسیه از قلمرو DPR در شرق به سمت ماریوپل پیشروی کردند. آنها در نزدیکی روستای پاولوپیل با نیروهای اوکراینی روبرو شدند. نیروهای مسلح اوکراین نیروهای روسیه را شکست دادند. به گفته وادیم بویچنکو، شهردار ماریوپل، ۲۲ تانک روسی در این عملیات نابود شدند.
بنا بر گزارش‌ها، نیروی دریایی روسیه با استفاده از توانایی‌های ارائه شده توسط ناوگان دریای سیاه، حمله آبی خاکی را به خط ساحلی دریای آزوف ۷۰ کیلومتر (۴۳ مایل) آغاز کرد. غرب ماریوپل در غروب ۲۵ فوریه. یک مقام دفاعی آمریکایی اظهار داشت که روس‌ها به‌طور بالقوه هزاران تفنگدار دریایی را از این ساحل مستقر می‌کنند.
در ۲۶ فوریه، نیروهای روسی به بمباران ماریوپل با توپخانه ادامه دادند. دولت یونان اعلام کرد که ۱۰ غیرنظامی یونانی در حملات روسیه در ماریوپول کشته شدند که ۶ نفر در روستای سارتانا و ۴ نفر در روستای بوهاس کشته شدند.
در ۲۸ فوریه، شهر با اینکه در محاصره نیروهای روسی و گلوله‌باران مداوم بود، تحت کنترل اوکراین باقی ماند. برق، گاز و اینترنت اکثر نقاط شهر در طول شب قطع شد.

### مارس

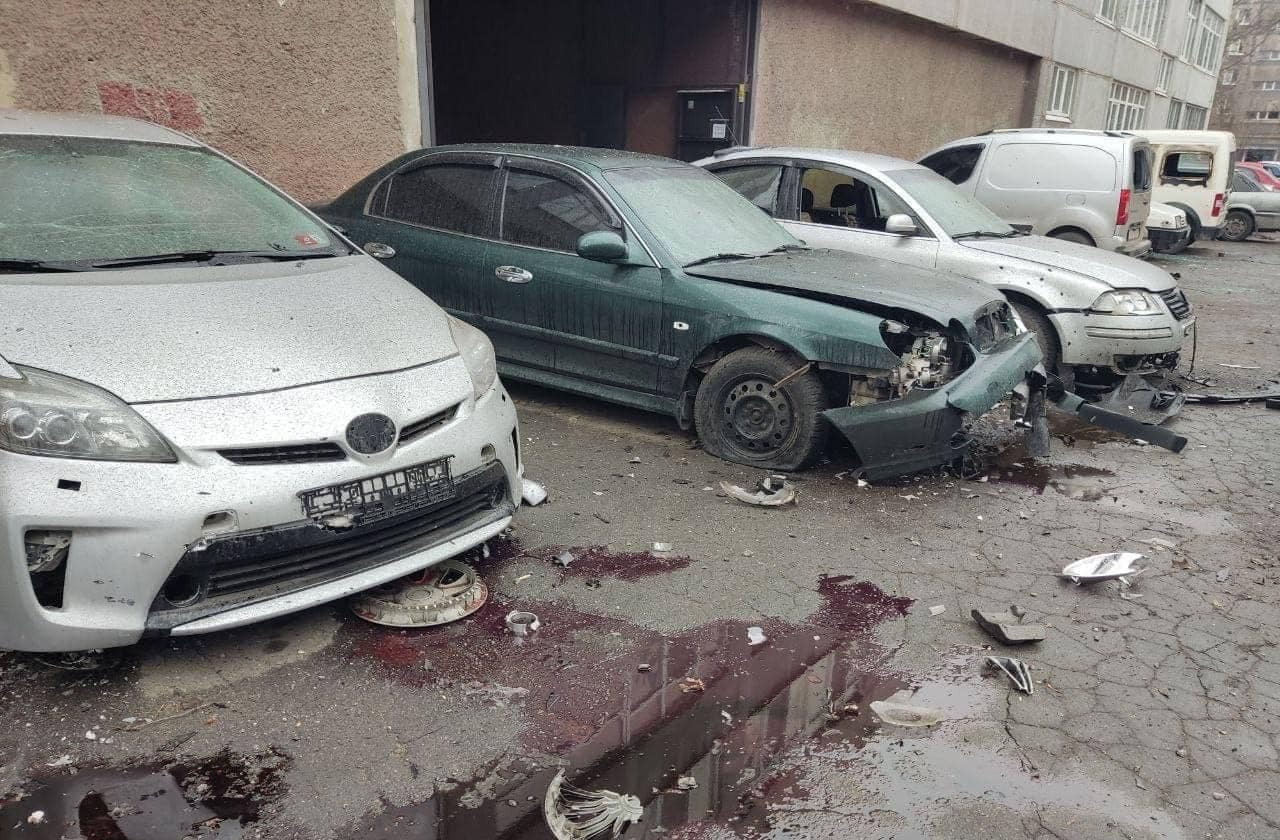
حوضچه بزرگ خون پس از یورش هوایی روسیه در جریان محاصره، ۱ مارس ۲۰۲۲

در ۱ مارس، دنیس پوشیلین، رئیس DPR، اعلام کرد که نیروهای DPR تقریباً به‌طور کامل شهر مجاور Volnovakha را محاصره کرده‌اند و به زودی همین کار را با ماریوپل انجام خواهند داد. در همان روز، گزارش‌هایی مبنی بر اینکه نیروهای روسی کنترل شهر همسایه سارتانا را به دست گرفته‌اند منتشر شد. توپخانه روسیه بعداً ماریوپل را بمباران کرد و بیش از ۲۱ زخمی برجای گذاشت. ژنرال آندری سوخووتسکی، معاون فرمانده نیروهای روسیه در حمله به ماریوپل، ارتش ۴۱ تسلیحات ترکیبی، در جریان درگیری در این روز توسط یک تک تیرانداز اوکراینی کشته شد.
محاصره در ۲ مارس تشدید شد. گلوله‌باران روسیه سه نوجوان را که خارج از خانه فوتبال بازی می‌کردند زخمی کرد که یکی از آنها بعداً بر اثر جراحات جان خود را از دست داد. بویچنکو اعلام کرد که شهر از قطعی آب رنج می‌برد و تلفات زیادی را متحمل شده‌است. وی همچنین گفت که نیروهای روسی مانع از خروج غیرنظامیان می‌شوند.

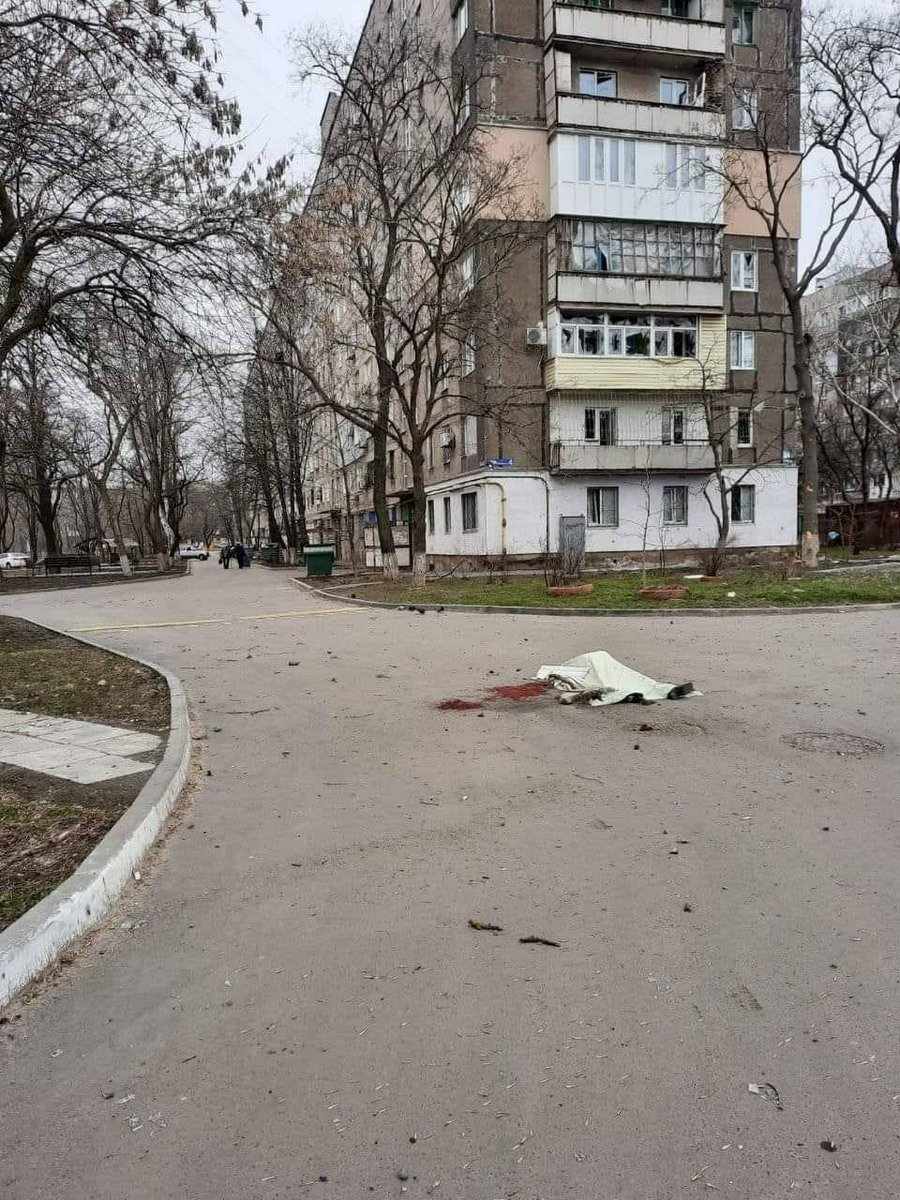
یک قربانی یورش روسیه در ماریوپل، ۳ مارس ۲۰۲۲

توپخانه روسیه محله پرجمعیت ماریوپول را هدف قرار داد و نزدیک به ۱۵ ساعت آن را گلوله‌باران کرد. در نتیجه این محله به‌طور قابل توجهی ویران شد و سرگئی اورلوف معاون شهردار گزارش داد که «حداقل صدها نفر کشته شده‌اند.» یک کاروان خودرو متشکل از ۸۲ یونانی توانست از طریق یک کریدور بشردوستانه شهر را ترک کند.
در پگاه روز ۳ مارس، شهر دوباره توسط نیروهای روسی گلوله‌باران شد. ادوارد باسورین، سخنگوی شبه‌نظامیان DPR، رسماً از نیروهای محاصره شده اوکراینی در ماریوپل خواست که تسلیم شوند یا با «حملات هدفمند» روبرو شوند. ایگور کوناشنکوف، سخنگوی وزارت دفاع روسیه گزارش داد که نیروهای جمهوری دونتسک محاصره را تشدید کرده‌اند و سه شهرک مجاور نیز تصرف شده‌اند.
در ۴ مارس، بویچنکو به روشنی از تلویزیون گفت که روسیه می‌خواهد «ساکنان ماریوپل را از روی زمین محو کند» و ذخایر در حال تمام شدن است. شهردار خواستار ایجاد یک کریدور تخلیه بشردوستانه و اعزام نیروهای کمکی بیشتر توسط ارتش شد. وی اظهار داشت که روس‌ها بیمارستان‌های شهر را با راکت‌های گراد گلوله‌باران می‌کنند و ساکنان شهر دیگر گرما، آب لوله‌کشی و برق ندارند. بعداً در همان روز، یک آتش‌بس موقت برای منطقه ماریوپل پیشنهاد شد تا به شهروندان اجازه تخلیه داده شود.
در ۵ مارس، دولت اوکراین تمایل خود را برای تخلیه ۲۰۰۰۰۰ غیرنظامی از ماریوپل اعلام کرد. سازمان امداد بین‌المللی صلیب سرخ اعلام کرد که به عنوان ضامن آتش‌بس جدید عمل خواهد کرد تا امکان تخلیه این منطقه فراهم شود. صلیب سرخ وضعیت در ماریوپل را بسیار وخیم توصیف کرد.
پس از سه روز گلوله‌باران شدید، آتش‌بسی از ساعت ۱۱ صبح تا ۴ بعد از ظهر اعلام شد. سپس غیرنظامیان شروع به تخلیه از ماریوپل در امتداد یک کریدور بشردوستانه به شهر زاپوریژژیا کردند. با این حال، با ورود غیرنظامیان به کریدور تخلیه، ارتش روسیه به گلوله‌باران ادامه داد و تخلیه به سرعت در هرج و مرج قرار گرفت و تخلیه شدگان مجبور به بازگشت شدند.
مقامات اوکراینی گزارش دادند که نیروهای روسی آتش‌بس را رعایت نمی‌کنند و دستور به تعویق انداختن عملیات را به دلیل ادامه بمباران شهر توسط نیروهای روسی صادر کردند. وزارت دفاع روسیه، «ملی گرایان» اوکراینی را متهم کرد که به غیرنظامیان اجازه تخلیه به سمت روسیه را نمی‌دهند. شورشیان طرفدار روسیه گزارش دادند که تنها ۱۷ نفر ماریوپل را ترک کرده‌اند.
در ۶ مارس، کمیته بین‌المللی صلیب سرخ (ICRC) اعلام کرد که تلاش دوم برای شروع تخلیه ۲۰۰۰۰۰ نفر از ماریوپل به دلیل گزارش‌هایی از گلوله‌باران بیشتر روسیه شکست خورده‌است. شبکه خبری ZDF آلمان گزارش داد که تأیید کرده‌است که تخلیه متوقف شده‌است زیرا نیروهای روسی به سمت غیرنظامیان تیراندازی می‌کنند. کمیته بین‌المللی صلیب سرخ گزارش داد که «صحنه‌های ویرانگر رنج انسانی» در ماریوپل وجود دارد.
صبح همان روز، بی‌بی‌سی نیوز گزارش داد که ۲۰۰۰۰۰ نفر در ماریوپل زیر بمباران شدید گیر افتاده‌اند. همچنین گزارش داد که آتش‌سوزی، نبود آب و انباشت جسدها در خیابان به وجود آمده.
در ساعت ۱۰:۳۰ صبح، اینا سووسون، نماینده پارلمان اوکراین در توییتر نوشت که خط لوله سوختی که ماریوپل را تأمین می‌کند توسط نیروهای روسی آسیب دید و بیش از ۷۰۰۰۰۰ نفر بدون گرما هستند. او همچنین گفت که ممکن است افراد تا حد مرگ یخ بزنند، زیرا دما بیشترزیر ۰ درجه سلسیوس (۳۲ درجه فارنهایت) است.